# آب‌انبار سفیدک
آب‌انبار سفیدک مربوط به اواخر دوره قاجار - اوایل دوره پهلوی است و در یزد، بلوار پاک نژاد، کوچهٔ زیتون واقع شده و این اثر در تاریخ ۱۱ مرداد ۱۳۸۴ با شمارهٔ ثبت ۱۲۶۶۴ به‌عنوان یکی از آثار ملی ایران به ثبت رسیده است.